# Ла-Сантіу-да-Сіо
Ла-Сантіу-да-Сіо — муніципалітет в Іспанії, у складі Комарка Ногера, у провінції Леріда, Каталонія.